# Herectiano Zenaide Nóbrega de Albuquerque
Herectiano Zenaide Nóbrega de Albuquerque (Alagoa Grande, 25 de setembro de 1887 — João Pessoa, 13 de dezembro de 1971) foi um político, fazendeiro e industrial brasileiro. Exerceu o mandato de deputado federal constituinte pela Paraíba em 1934.
Filho do deputado Apolônio Zenaide Peregrino de Albuquerque, que exerceu o cargo de 1886 a 1908, e de Josefa de Gouveia Nóbrega, de tradicional família paraibana, Herectiano cursou direito e era um grande proprietário agrícola.
Entrou para a política em 1912 ao se eleger deputado estadual na Paraíba pelo Partido Republicano. Tornou-se prefeito de Alagoa Grande anos depois mas voltou ao cargo de deputado no ano de 1924, dessa vez estadual.
Em paralelo, fez uma sociedade com seu irmão e padrasto para a criação da Usina Tanques, mais tarde, Herectiano passou a ser o proprietário único da usina de açúcar. Onde criou um horto florestal com as espécies vegetais características da Paraíba.
Foi um dos fundadores do Partido Progressista na Paraíba e, em 1945, da União Democrática Nacional (UDN) na Paraíba, chegando a assumir a chefia do partido.
Em 1950 se afastou da política e passou a cuidar de atividades de industrial e de fazendeiro, foi proprietário de diversas fazendas na Paraíba até fundar a Pesquisa S.A. Indústria e Comércio de Minérios, com sede na mina Pedras Pretas, para a exploração de minérios.
Foi casado com Maria Elvídia Nóbrega Zenaide e teve 20 filhos.